# ジクロロテトラキス(ジメチルスルホキシド)ルテニウム(II)
ジクロロテトラキス(ジメチルスルホキシド)ルテニウム(II)（Dichlorotetrakis(dimethyl sulfoxide)ruthenium (II)）は、化学式が RuCl2(dmso)4 と表される配位化合物である。この錯体は、中心のルテニウム(II)に4分子の DMSO（ジメチルスルホキシド）と2個の塩化物イオンが配位した構造をしているが、dmso配位子にはSで配位した場合とOで配位した場合の2種の配位が可能であり、結合異性体が存在する。

## 構造
RuCl2(dmso)4は2種の異性体が単離されており、どちらも八面体形の錯体である。ルテニウムは酸化数+2を取り、全体として18電子則を満足している。
単離された2つの異性体とは、cis, fac -RuCl2(dmso-S)3(dmso-O) と、 trans, mer -RuCl2(dmso-S)4である。trans,mer 配置は速度論的に有利であるが、cis異性体に比べ熱力学的には不安定である。
上記の呼称において、"cis/trans" は塩化物イオンの位置関係を示しており、"fac/mer" は S で配位した DMSO の位置関係を示す。"dmso-S/O" の表記は DMSO のどの原子が金属へ配位しているかを表しており、dmso-Sと書いた場合は硫黄原子で配位し、dmso-Oと書いたときは酸素原子で配位していることを表す。

## 合成
この錯体は、三塩化ルテニウムの DMSO 溶液の加熱によって初めて合成された。

## 利用
RuCl2(dmso)4 や類似の Ru-DMSO 錯体には抗癌作用が知られている。